# Останні дні Френкі на прізвисько «Муха»
Останні дні Френкі на прізвисько «Муха» (англ. The Last Days of Frankie the Fly) — американська кримінальна драма 1996 року.

## Сюжет
Френкі, вже далеко немолодий сутенер, працює на боса мафії Села, який отримує свої брудні гроші з виробництва порнофільмів. Своє дивне прізвисько «Муха» він отримав від колег з банди. Френкі весь час змушений терпіти знущання з боку свого боса. У Мухи є мрія, він хоче створити власний порнофільм. Головною актрисою порнофільму повинна стати Маргарет, повія і наркоманка в яку Френкі шалено закоханий. Маргарет мріє «зав'язати» зі зйомками в порнофільмах і стати справжньою актрисою, але подільники Села знову саджають дівчину на «голку». Френкі приймає серйозне рішення. Він вирішує вбити ненависного Села.

## У ролях
| Актор           | Роль        |
| --------------- | ----------- |
| Денніс Гоппер   | Френкі      |
| Деріл Ханна     | Маргарет    |
| Майкл Медсен    | Сел         |
| Кіфер Сазерленд | Джої        |
| Адам Скотт      | парковщик   |
| Дейтон Каллі    | Вік         |
| Чарльз Керрол   | бандит      |
| Джек МакГі      | Джек        |
| Карен Роу       | дівчина Сел |
| Берт Розаріо    | Мігель      |